# 国道P-6号線 (エリトリア)

P-6号線（アッサブ付近）

国道P-6号線（こくどうぴーろくごうせん、英語: P-6）とは、エリトリアの第1級国道。

## 概要
国道P-6号線は、マッサワから紅海沿岸を南下してティヨ、イディ、ベイルルを経由しアッサブに至っている。基本的に海岸部を走るが、イディからゲハレを経由してベイルルに至る区間は南の山側を大きく迂回している。舗装はされていない。